# توکولتی-نینورتای دوم
توکولتی-نینورتای دوم (Tukultī-Ninurta II) (در برخی موارد نادرتر به صورت توکیلتی-نینورت هم نوشته شده‌است، Tukīltī-Ninurta) (در بعضی از موارد هم در منابع به صورت توکولتی-نینیپ آمده‌است، Tukulti-Ninip)، پادشاه آشور و پسر و جانشین ادد-نیراری دوم بوده‌است.

## فعالیت‌های نظامی
او کامیابی‌های پدرش ادد-نیراری دوم علیه نو-هیتی‌ها، بابلی‌ها و آرامی‌ها را استحکام بخشید. وی به رشته‌کوه زاگرس لشکرکشی کرد و مردمان ایرانی تازه کوچ کرده به آن مناطق را تحت استیلای خود درآورد. پس از وی، بزرگترین پسرش آشور-ناصیر-پال دوم به تخت نشست.